# Mount Hermon (New Jersey)
Mount Hermon – jednostka osadnicza w Stanach Zjednoczonych, w stanie New Jersey, w hrabstwie Warren.